# 星游记
《星游记》（英語：Rainbow Sea）是由卡酷传媒有限公司、优扬文化传媒有限公司与电动画TINKID共同出品的动画片，该动画片的实际制作方是北京美术星空文化艺术发展公司（电动画TINKID），其正式制作约于2010年6月开始，于2011年开始在中國中央電視臺的动漫栏目开始播放，但播放至13集后因不明原因停播，引起该作品粉丝的强烈不满。而VeryCD、爱奇艺等视频网站的播放加上粉丝的推动，大大提高了此动画的知名度。在VeryCD上此作品初期由于被部分观众认为是抄袭《ONE PIECE》而给予极低分数，导致初期得分只有3分左右，但后来随着剧情的逐步推进，很多初期持观望和反对态度的人成为了粉丝，得分被逐渐拉高至8.4分。该动画于2011年韩国首尔国际动漫节获“最佳创意奖”。
2015年8月3日，官方推出网络大电影《星游记之风暴法米拉》首个预告片（“再飞行篇”）2017年7月9日发布会召开，确认8月11号在爱奇艺上收费上映。2020年3月28日《星游记之风暴法米拉2》（又称《星游记2》）在爱奇艺上映，一时引发轰动。

## 剧情
主角麦当的父亲当年曾带领人类进入太空探索“彩虹海”，却不幸卷入黑洞全员失踪。控制银河系的组织“银河眼”以此为由销毁地球上的所有宇宙飞船。梦想到达“彩虹海”的麦当不断努力尝试获得飞船以到达彩虹海，获得“彩虹石”的他拥有将身体变成食物的能力。一天麦当偶遇外星国王咕咚，并乘坐他的飞船飞出地球，寻找传说中的梦想之地——彩虹海。

## 工作人员
電視動畫
- 總導演：曾伟京
- 策划：曾伟京、孙甜
- 导演：曾伟京、刘北
- 编剧：刘北
- 分镜：胡一泊、刘磊

## 主题曲
電視動畫
片頭曲《再飞行》
作曲：格非；作詞：刘北；歌：逃跑计划乐队
片尾曲《Next World》
作詞、作曲、歌：牛奶咖啡乐队

## 播放電視台
| 放送地域 | 放送局  | 放送期間                  | 放送日時 | 備考         |
| -------- | ------- | ------------------------- | -------- | ------------ |
| 中国大陆 | CCTV-14 | 2011年10月30日 - 11月12日 | 每日放送 | 仅播出前13集 |
| 中国大陆 | CCTV-14 | 2012年1月27日 - 2月12日   | 间歇放送 | 从14集至26集 |

## 样片
在网络上有2010年星游记的宣传及工作人员招募样片，其中咕咚的配音与正片不同，笛亚、米龙的设定也与正片有着极大差异，此外主角一行还有一个有变形能力的粉色机器人。并有一系列不知名角色出现。

## 外部連結
- 卡酷介绍
- Verycd介绍 （页面存档备份，存于）
- 豆瓣介绍 （页面存档备份，存于）
- Bangumi 番组计划介绍 （页面存档备份，存于）
- 星游记官博 （页面存档备份，存于）